# The International Thriller Writers Awards
The International Thriller Writers Awards is een internationale literatuurprijs voor het spannende boek. De prijs wordt sinds 2006 jaarlijks uitgereikt door International Thriller Writers tijdens de jaarlijkse conferentie Thrillerfest.
De organisatie noemt zichzelf de eerste organisatie voor thrillerschrijvers. De oprichting vond plaats op de Bouchercon World Mystery and Suspense Conference in Toronto, Canada op 9 oktober 2004. De prijs wordt uitgereikt in verschillende categorieën tijdens het Internationale Thrillerfestival. Daarnaast wordt er bijna elk jaar een Thriller Master gekroond en ontvangt de Grand Master Award van de Mystery Writers of America (MWA) voor een uitzonderlijke bijdrage aan de literaire thriller.
De eerste uitreiking vond plaats op 1 juli 2006 in Phoenix, Arizona.

## Winnaars

### 2023
- Best Hard Cover Novel — Sundial, Catriona Ward
- Best First Novel — The Resemblance, Lauren Nossett
- Best Paperback Original — The Housemaid, Freida McFadden
- Best Short Story — Stockholm, Catherine Steadman
- Best Young Adult Novel — Daughter, Kate McLaughlin
- Best E-book Original Novel — The Couple at Causeway Cottage, Diane Jeffrey

### 2022
- Thrillermaster — Frederick Forsyth en Diana Gabaldon
- Best Hard Cover Novel — Razorblade Tears, S.A. Cosby
- Best First Novel — My Sweet Girl, Amanda Jayatissa
- Best Paperback Original — Bloodline, Amanda Jayatissa
- Best Short Story — The Lemonade Stand, Scott Loring Sanders
- Best Young Adult Novel — The Project, Courtney Summers
- Best E-book Original Novel — Blood Parish, E.J. Findorff

### 2021
- Best Hard Cover Novel — Blacktop Wasteland, S.A. Cosby
- Best First Novel — Winter Counts, David Heska Wanbli Weiden
- Best Paperback Original — What Lies Between Us, John Marrs
- Best Short Story — Rent Due, Alan Orloff
- Best Young Adult Novel — Throwaway Girls, Andrea Contos
- Best E-book Original Novel — A Killing Game, Jeff Buick

### 2020
- Best Hard Cover Novel — The Chain, Adrian McKinty
- Best First Novel — Miracle Creek, Angie Kim
- Best Paperback Original — The Scholar, Dervla McTiernan
- Best Short Story — The Long-Term Tenant, Tara Laskowski
- Best Young Adult Novel — Keep This To Yourself, Tom Ryan
- Best E-book Original Novel — Close To You, Kerry Wilkinson

### 2019
- Thrillermaster — John Sandford
- Best Hard Cover Novel — Jar of Hearts, Jennifer Hillier
- Best First Novel — The Chalk Man, C.J. Tudor
- Best Paperback Original — The Lost Man, Jane Harper
- Best Short Story — Nana, Helen Smith
- Best Young Adult Novel — Girl at the Grave, Teri Bailey Black
- Best E-book Original Novel — 	Pray for the Innocent, Alan Orloff

### 2018
- Thrillermaster — George R. R. Martin
- Best Hard Cover Novel — Final Girls, Riley Sager
- Best First Novel — The Freedom Broker, K.J. Howe
- Best Paperback Original — Grievance, Christine Bell
- Best Short Story — Charcoal and Cherry, Zoë Z. Dean
- Best Young Adult Novel — The Rains, Gregg Hurwitz
- Best E-book Original Novel — Second Chance, Sean Black

### 2017
- Thrillermaster — Lee Child
- Best Hard Cover Novel — Before the Fall, Noah Hawley
- Best First Novel — The Drifter, Nick Petrie
- Best Paperback Original — The Body Reader, Anne Frasier
- Best Short Story — Big Momma, Joyce Carol Oates
- Best Young Adult Novel — Steeplejack, A. J. Hartley
- Best E-book Original Novel — Romeo's Way, James Scott Bell

### 2016
- Thrillermaster — Heather Graham
- Best Hard Cover Novel — The Fifth Gospel, Ian Caldwell
- Best First Novel — Bull Mountain, Brian Panowich
- Best Paperback Original — Against All Enemies, John Gilstrap
- Best Short Story — Gun Accident: An Investigation, Joyce Carol Oates
- Best Young Adult Novel — Pretending to be Erica, Michelle Painchaud
- Best E-book Original Novel — The Prisoner's Gold, Chris Kuzneski

### 2015
- Thrillermaster — Nelson DeMille
- Best Hard Cover Novel — The Fever, Megan Abbott (De koorts, The House of Books)
- Best First Novel — The Weight Of Blood, Laura McHugh (Het gewicht van bloed, uitgeverij Cargo)
- Best Paperback Original — Moonlight Weeps, Vincent Zandri
- Best Short Story — The Last Wrestling Bear in West Kentucky, Tim L.Williams
- Best Young Adult Novel — Nearly Gone, Elle Cosimano
- Best E-book Original Novel — Hard Fall, C.J. Lyons

### 2014
- Thrillermaster — Scott Turow
- Literary Silver Bullet Award — Brenda Novak
- Best Hard Cover Novel — The Demonologist, Andrew Pyper
- Best First Novel — Red Sparrow, Jason Matthews
- Best Paperback Original — The One I Left Behind, Jennifer McMahon
- Best Short Story — Footprints in Water, Twist Phelan
- Best Young Adult Novel — All Our Yesterdays, Cristin Terrill
- Best E-book Original Novel — The World Beneath, Rebecca Cantrell

### 2013
- Thrillermaster — Anne Rice
- Literary Silver Bullet Award — Steve Berry
- Best Hard Cover Novel — Spilled Blood, Brian Freeman
- Best First Novel — The 500, Matthew Quirk (De 500, Van Holkema & Warendorf)
- Best Paperback Original — Lake Country, Sean Doolittle
- Best Short Story — Lost Things, John Rector
- Best Young Adult Novel — Flalse Memory, Dan Krokos
- Best E-book Original Novel — Blind Faith, C.J. Lyons (Ziende blind, De Boekerij)

### 2012
- Thrillermaster — Jack Higgins
- Silver Bullet Award — Richard North Patterson
- Best Hard Cover Novel — 11/22/63, Stephen King (22-11-1963, Luitingh-Sijthoff)
- Best First Novel — Spiral, Paul McEuen (Het experiment, Luitingh-Sijthoff)
- Best Paperback Original — The Last Minute, Jeff Abbott
- Best Short Story — Half-Lives, Tim L. Williams

### 2011
- Thrillermaster — R.L. Stine
- Best Hard Cover Novel — Bad Blood, John Sandford
- Best First Novel — Still Missing, Chevy Stevens (Vermist, Cargo)
- Best Short Story — The Gods for Vengeance Cry, Richard Helms
- Best Paperback Original — The Cold Room, J.T. Ellison (Dodencel, Harlequin Holland)

### 2010
- Thrillermaster — Ken Follett
- Best Hard Cover Novel — The Neighbor, Lisa Gardner (De leugenaar, The House of Books)
- Best First Novel — Running from the Devil, Jamie Freveletti
- Best Short Story — A Stab in the Heart, Twist Phelan
- Best Paperback Original — The Coldest Mile, Tom Piccirilli

### 2009
- Thrillermaster — David Morrell
- Best Novel — The Bodies Left Behind, Jeffery Deaver (Schijnbeweging, Van Holkema & Warendorf)
- Best First Novel — Child 44, Tom Rob Smith (Kind 44, Ambo/Anthos uitgevers)
- Best Short Story — The Edge of Seventeen, Alexandra Sokoloff

### 2008
- Thrillermaster — Sandra Brown
- Best Novel — The Ghost, Robert Harris (Geest, De Bezige Bij)
- Best First Novel — Heart-Shaped Box, Joe Hill (Zwart hart, Luitingh-Sijthoff)
- Best Paperback Original — The Midnight Road, Tom Piccirilli

### 2007
- Thrillermaster — James Patterson
- Best Novel — Killer Instinct, Joseph Finder (Killersinstinct, Luitingh-Sijthoff)
- Best First Novel — Mr Clarinet, Nick Stone (Mister Clarinet, Mynx)
- Best Paperback Original — An Unquiet Grave, P.J. Parrish
- Best Screenplay — The Good Shepherd, Eric Roth

### 2006
- Thrillermaster — Clive Cussler
- Best Novel — The Patriots Club, Christopher Reich (Bankiers van de elite, De Boekerij)
- Best First Novel — Improbable, Adam Fawer (De Einstein code, The House of Books)
- Best Paperback Original — Pride Runs Deep, R. Cameron Cooke
- Best Screenplay — Caché (Hidden), Michael Haneke